# Robert da Silva Almeida
Robert da Silva Almeida (* 3. dubna 1971) je bývalý brazilský fotbalista a reprezentant.

## Reprezentační kariéra
Robert odehrál 3 reprezentační utkání. S brazilskou reprezentací se zúčastnil Konfederačního poháru FIFA 2001.

## Statistiky
| Brazílie | Brazílie | Brazílie |
| Roky     | Záp.     | Góly     |
| -------- | -------- | -------- |
| 2001     | 3        | 0        |
| Celkem   | 3        | 0        |